# Modesta Bor
Modesta Bor (* 15. Juni 1926 in Juan Griego, Isla Margarita; † 7. April 1998 in Mérida) war eine venezolanische Komponistin.
Nach erstem Musiktheorie- und Klavierunterricht in ihrer Heimatstadt besuchte Bor ab 1940 die Escuela Superior de Música José Ángel Lamas. Hier studierte sie Theorie und Solfège bei María de Lourdes Rotundo, Klavier bei Elena Soriano de Arrarte, Musikgeschichte und Ästhetik bei Juan Bautista Plaza, Harmonielehre und Orchestration bei Antonio Estévez sowie Kontrapunkt und Komposition bei Vicente Emilio Sojo. Zwischen 1948 und 1951 arbeitete sie beim Servicio de Investigaciones Folklóricas Nacionales, dessen Musikabteilung sie leitete.
Nachdem ihre Erkrankung am Guillain-Barré-Syndrom 1951 ihre Laufbahn als Pianistin beendet hatte, wandte sich Bor der Komposition zu. 1953 entstand das Chorwerk Balada de la luna, luna nach einem Text von Federico García Lorca, das vom Orfeon Lamas uraufgeführt wurde. Für ihre Suite para Orquesta de Cámara, die vom Orquestra Sinfónica de Venezuela unter Antonio Estévez 1959 im Teatro Municipal de Caracas uraufgeführt wurde, erhielt sie das Diplom als Maestro Compositor. Mit der Sonata para viola y piano gewann sie 1960 den Nationalpreis für Kammermusik.
Von 1960 bis 1962 studierte Bor am Moskauer Konservatorium, wo sie Kompositionsschülerin von Aram Chatschaturian war. 1962 erhielt sie in Venezuela für ihren Segundo Ciclo de Romanzas für Mezzosopran und Klavier den Nationalpreis für Vokalmusik. 1962–63 leitete sie den Kinderchor der Universidad de Oriente in Lecherías.
Nach ihrer Rückkehr nach Caracas wurde sie erneut Direktorin der Musikabteilung des Servicio de Investigaciones Folklóricas Nacionales. Von 1965 bis 1979 leitete sie den Kinderchor der Musikschule Juan Manuel Olivares. In dieser Zeit entstand ein großer Teil ihrer zahlreichen Chorbearbeitungen venezolanischer Volksmusik.
1966 gründete Bor das Frauensextett Arpegio, mit dem sie zwei Schallplatten mit traditionellen venezolanischen Kinderliedern und Volksmusik aufnahm. Von 1971 bis 1973 leitete sie den Chor der venezolanischen Telefongesellschaft, mit dem sie zwei weitere Alben mit venezolanischer Musik aufnahm.
Von 1973 bis 1990 war Bor Professorin für Komposition an der Musikschule José Lorenzo Llamozas. Daneben war sie von 1974 bis 1989 Leiterin der Musikabteilung der Dirección de Cultura der Universidad Central de Venezuela. In dieser Eigenschaft veranstaltete sie Festivals und Konzerte und gab musikalische Publikationen heraus.
1990 übersiedelte sie nach Mérida. Dort unterrichtete sie am Centro Universario de Artes und später an der Universidad de los Andes Komposition, Harmonielehre und Chorleitung und gab Seminare über die Arbeit mit Kinderchören.
Neben mehr als 200 Chorwerken komponierte Bor Klavierstücke, Lieder, kammermusikalische und Orchesterwerke sowie eine Kantate.

## Werke
- Balada de la luna, luna, 1954
- Canto de la vida, 1954
- La cabrita, 1956
- Suite para Orquesta de Cámara, 1959
- Sonata para viola y piano, 1960
- Regreso al mar, 1962
- Canto de paz, 1969
- Imitación Serial para Cuerdas , 1974
- Manchas sonoras, 1975
- Concierto para piano y Orquesta, 1982–83
- Acuarelas für Streichorchester, 1986
- Aqui te amo, 1995

| Personendaten    | Personendaten               |
| ---------------- | --------------------------- |
| NAME             | Bor, Modesta                |
| KURZBESCHREIBUNG | venezolanische Komponistin  |
| GEBURTSDATUM     | 15. Juni 1926               |
| GEBURTSORT       | Juan Griego, Isla Margarita |
| STERBEDATUM      | 7. April 1998               |
| STERBEORT        | Mérida (Venezuela)          |